# Городок (Тернопольская область)
Городо́к (укр. Городок) — село в Залещицкой городской общине Чортковского района Тернопольской области Украины.
До 2020 года входило в Залещицкий район.
Код КОАТУУ — 6122082201. Население по переписи 2001 года составляло 727 человек.

## Географическое положение
Село Городок находится на левом берегу реки Днестр, выше места впадения в неё реки Серет,
выше по течению на расстоянии в 4 км расположено село Касперовцы,
ниже по течению на расстоянии в 2 км расположено село Виноградное,
на противоположном берегу — село Кулевцы.

## История
- 1418 год — дата основания.

## Объекты социальной сферы
- Школа I—II ст.
- Клуб.
- Фельдшерско-акушерский пункт.

## Достопримечательности
- Братская могила советских воинов.